# 'Utulau
'Utulau es una localidad del distrito de Nukunuku, en Tonga. Tiene una población de 648 habitantes en 2021.

## Historia
Utulau es una pequeña aldea situada en la isla de Tongatapu, en el Reino de Tonga. La historia de Utulau, como la de muchas aldeas en Tonga, está ligada a la historia general del país y a su evolución desde la época de los asentamientos polinesios tempranos hasta el presente. Tonga, incluyendo Utulau, fue habitada inicialmente hace más de 3,000 años. La cultura de la aldea está marcada por tradiciones orales y prácticas ancestrales, incluyendo el respeto por la estructura social y las ceremonias que reflejan la identidad polinesia.

## Clima
Utulau disfruta de un clima tropical oceánico, con temperaturas que varían poco a lo largo del año, rondando entre los 23 y 28 °C. La estación de lluvias se extiende de noviembre a abril, cuando el área experimenta una mayor incidencia de ciclones. Durante el resto del año, el clima es cálido y húmedo con lluvias ocasionales.

## Población
La población de Utulau es de aproximadamente 500 habitantes. La comunidad es principalmente de etnia tongana, y las relaciones interpersonales en la aldea son fuertes, con lazos familiares profundos que unen a la población. La vida en Utulau es predominantemente rural, y la mayoría de sus habitantes practican el cristianismo.

## Gobierno
El gobierno de Utulau se organiza bajo la administración local, que está integrada en la estructura nacional de Tonga. La comunidad está liderada por un jefe o "noble", que ejerce un papel simbólico y de liderazgo dentro de la aldea, en coordinación con el gobierno de Tonga en asuntos civiles y administrativos.

## Transporte
El transporte en Utulau es limitado. La mayoría de los habitantes se desplazan a pie o en pequeños vehículos personales, y la aldea está conectada por carretera a otras partes de Tongatapu. No hay transporte público regular dentro de la aldea, pero existen taxis y servicios privados disponibles para conectarse con áreas vecinas.

## Economía
La economía de Utulau se basa principalmente en la agricultura y la pesca de subsistencia. Los habitantes cultivan alimentos tradicionales como taro, yuca y batata, que son fundamentales en la dieta local. La pesca también es importante, y una pequeña parte de la población participa en actividades comerciales o trabajos en la capital, Nukuʻalofa.